# Łęka (Petite-Pologne)
Pour les articles homonymes, voir Łęka.
Łęka est une localité polonaise de la gmina de Korzenna, située dans le powiat de Nowy Sącz en voïvodie de Petite-Pologne.